# Geração beat
A locução geração beat  ou movimento beat refere-se inicialmente a um grupo de escritores e poetas norte-americanos que surgiram durante a era do amadurecimento da chamada Geração Silenciosa (1946-1963) e se tornaram conhecidos entre o final da década de 1950 e o começo da década de 1960. Posteriormente, o termo acabou por se estender a toda a subcultura inspirada por esse grupo. 
Os integrantes do movimento foram chamados beatniks, denominação um tanto depreciativa criada pelo colunista do San Francisco Chronicle, Herb Caen, em 1958. Beatnik resulta da junção do termo inglês beat (empregado por Jack Kerouac, em 1948, com um sentido impreciso, para qualificar o seu círculo de amigos escritores, notadamente Allen Ginsberg, William S. Burroughs e Neal Cassady) com o sufixo russo ou iídiche -nik, usado para designar os membros de grupos políticos ou sociais. O uso desse sufixo também se deveu à mania do Sputnik, o primeiro satélite a orbitar o planeta, em 1957. O sufixo aparece em muitos sintagmas coloquiais da época, como nogoodnik (pessoa sem valor). 
Os artistas da geração beat levavam uma vida nômade ou fundavam comunidades. Foram eles o embrião do movimento hippie, confundindo-se  com esse movimento, posteriormente. Muitos remanescentes hippies se autointitulam beatniks, e um dos principais porta-vozes do movimento hippie, John Lennon, inspirou-se  na palavra beat para batizar o seu grupo musical, The Beatles. Na verdade, a beat generation, tal como os Beatles, o movimento hippie e, antes de todos estes, o existencialismo, fizeram parte de um movimento maior, designado como  contracultura.
As obras literárias mais conhecidas da geração beat são Howl (1956), de Allen Ginsberg; Naked Lunch (1959), de William S. Burroughs e On the Road (1957), de Jack Kerouac. Tanto Howl quanto Naked lunch foram objeto de julgamentos por obscenidade, que, em última análise, ajudaram a liberalizar as publicações nos Estados Unidos. "Após o bem-sucedido julgamento de Howl, revistas literárias francas e subversivas surgiram como cogumelos selvagens em todos os Estados Unidos." 
Seus principais autores do grupo eram publicados pela City Lights Books, editora de San Francisco, pertencente ao poeta beat Lawrence Ferlinghetti.
Os membros da Geração Beat adquiriram a reputação de hedonistas boêmios, que celebravam o inconformismo e a criatividade espontânea.
On the Road transformou o amigo de Kerouac, Neal Cassady, em um herói dos jovens. Os membros da Geração beat rapidamente desenvolveram uma reputação como os novos boêmios hedonistas que celebravam a não-conformidade e a criatividade espontânea. É interessante observar que a geração beat representou a única voz nos EUA a levantar-se contra o macartismo, política de intolerância que promoveu a chamada "caça às bruxas", resultando em um período de intensa patrulha anticomunista, perseguição política e desrespeito aos direitos civis nos Estados Unidos, o qual durou do fim da década de 1940 até meados da década de 1950. Vale observar que muitos dos chamados "beats" eram comunistas ou de esquerda, sendo, no geral, de tendência anarquista, se os analisarmos de um ponto de vista político.
Ainda assim, nunca foram aceitos como verdadeiros esquerdistas pelos comunistas ortodoxos, como Fidel Castro, por exemplo.
Formalmente, a poesia beat de Ginsberg, Gregory Corso e Lawrence Ferllinghetti se aproxima bastante da poesia surrealista, bem como ocorre com a prosa um tanto caótica de Burroughs. Já a prosa de "On the road", de Kerouac, é simples e espontânea, politicamente corajosa, mostrando que muitos poderiam demonstrar sua inconformidade e expressar seu próprio eu sem serem propriamente eruditos através da arte, e que o "kitsch" pode elevar-se ao sublime.
Os escritores Beat davam ênfase a um engajamento visceral em experiências com as palavras combinadas com a busca a um entendimento espiritual mais profundo, (e muitos deles desenvolveram interesse no Budismo). Como o poeta francês Rimbaud, acreditaram que poderiam alcançar um "grau maior de elevação da consciência" através do desregramento dos sentidos, e por isso não dispensavam o uso das drogas, em seus primórdios. Ecos da Geração beat podem ser vistas em muitas outras subculturas além da cultura hippie, como na dos punks, etc.

## Origem do nome
Jack Kerouac introduziu o termo "Beat Generation" em 1948 visando caracterizar um movimento jovem anticonformista nova-iorquino perceptivelmente underground. O nome surgiu numa conversa com o escritor John Clellon Holmes. Kerouac admite que foi o traficante Herbert Huncke, quem originalmente usou o termo "beat", numa discussão prévia com ele. O adjetivo "beat" poderia coloquialmente significar "cansado" ou "abatido" (beaten down) dentro da comunidade afro-americana do período e se desenvolveu fora da imagem "beat to his socks", mas Kerouac se apropriou da imagem e alterou o significado para incluir as conotações "otimista" (upbeat) e "beatifico", e a associação musical de estar "no ritmo" (on the beat).

## Lugares marcantes

### Universidade Columbia
As origens da Beat Generation são atribuídas a um grupo de estudantes da Universidade Columbia e ao encontro de Kerouac, Ginsberg, Lucien Carr, Hal Chase e outros. Jack Kerouac frequentou Columbia graças a uma bolsa de futebol. Embora os beats sejam geralmente considerados antiacadêmicos, muitas de suas ideias foram formadas em resposta a professores como Lionel Trilling e Mark Van Doren. Os colegas de classe Carr e Ginsberg discutiram a necessidade de uma "Nova Visão" (um termo emprestado de Arthur Rimbaud), para contrariar o que eles percebem como ideais literários conservadores e formalistas dos professores.

### Times Square "Suburbana"
Burroughs teve interesse em comportamentos criminosos e se envolveu em lidar com bens roubados e narcóticos. Ele ficou logo viciado em opiáceos. O guia de Burroughs para o submundo criminoso (centrado em particular em torno do Times Square de Nova York) foi o criminoso e viciado em drogas, Herbert Huncke. Os Beats foram atraídos para Huncke, que mais tarde começou a escrever a si mesmo, convencido de que ele possuía um conhecimento mundano vital que não lhes era oferecido por suas criações em grande parte da classe média.
Ginsberg foi preso em 1949. A polícia tentou parar Ginsberg enquanto ele estava dirigindo com Huncke, seu carro estava cheio de itens roubados que Huncke planejava vender. Ginsberg bateu o carro na fuga e fugiu a pé, mas deixou cadernos incriminatórios para trás. Ele recebeu a opção de declarar insanidade para evitar uma prisão, e foi cometido por 90 dias no Hospital Bellevue, onde conheceu Carl Solomon.
Carl Solomon era indiscutivelmente mais excêntrico do que psicótico. Um fã de Antonin Artaud, ele se dedicou a um comportamento "louco" de autoconsciência, como jogar salada de batata em um professor de Dadaísmo da faculdade. Salomon recebeu tratamentos de choque em Bellevue; Este tornou-se um dos temas principais do "Howl" de Ginsberg, que foi dedicado a Salomon. Salomon mais tarde se tornou o contato editorial que concordou em publicar o primeiro romance de Burroughs, Junkie, em 1953.

### Greenwich Village
Os escritores e artistas Beats rumaram para Greenwich Village, na cidade de Nova York, no final da década de 1950, devido ao baixo aluguel e ao elemento "pequena cidade" da cena. Cantigas, leituras e discussões freqüentemente ocorriam no Washington Square Park. Allen Ginsberg foi uma grande parte da cena no Village, assim como Burroughs, que morava na Bedford Street, nº 69. Burroughs, Ginsberg, Kerouac e outros poetas freqüentaram muitos bares na área, incluindo o San Remo na MacDougal Street, nº 93, no canto noroeste de Bleeker, Chumley e Minetta Tavern. Jackson Pollock, Willem de Kooning, Franz Kline e outros expressionistas abstratos também foram freqüentes visitantes e colaboradores dos beats.
Críticos culturais escreveram sobre a transição da cultura Beat no Village para a cultura hippie boêmia da década de 1960.

### São Francisco and "the Six Gallery"
Ginsberg visitou Neal e Carolyn Cassady em San Jose, Califórnia, em 1954, e mudou-se para São Francisco em agosto. Ele se apaixonou por Peter Orlovsky no final de 1954 e começou a escrever Howl (Livro "O Uivo"). Lawrence Ferlinghetti , da nova livraria City Lights, começou a publicar a série City Lights Pocket Poets Series (Luzes da Cidade - Série Poética de Bolso) em 1955.
O apartamento de Kenneth Rexroth tornou-se um salão literário de sexta-feira à noite (o mentor de Ginsberg, William Carlos Williams , um velho amigo de Rexroth, havia lhe dado uma carta introdutória). Quando solicitado por Wally Hedrick  para organizar a leitura da Six Gallery (importante evento de poesia que ocorreu na sexta-feira, 7 de outubro de 1955,  na  Fillmore Street, 3119, em São Francisco ), Ginsberg queria que Rexroth servisse como mestre de cerimônias, no sentido de unir gerações.
Philip Lamantia, Michael McClure, Philip Whalen, Ginsberg e Gary Snyder leram em 7 de outubro de 1955, diante de 100 pessoas (incluindo Kerouac, da Cidade do México). Lamantia leu poemas de seu falecido amigo John Hoffman. Em sua primeira leitura pública, Ginsberg executou a primeira parte de Howl. Foi um sucesso e a noite levou a muitas outras leituras dos agora famosos poetas da Six Gallery.
Foi também um marco do início do movimento Beat, uma vez que a publicação de Howl (Uivo, livro de Ginsberg) em 1956 (City Lights Pocket Poets, nº 4) e seu julgamento por obscenidade em 1957 trouxeram a atenção nacional.
O evento ocorrido na "Six Gallery" está contido no segundo capítulo do romance de 1958 de Kerouac, The Dharma Bums (publicado em português como Os Vagabundos Iluminados ou Os Vagabundos do Dharma), cujo principal protagonista é "Japhy Ryder", um personagem que na verdade é baseado em Gary Snyder. Kerouac ficou impressionado com Snyder e eles estiveram próximos por vários anos. Na primavera de 1955, eles moraram juntos na cabana de Snyder em Mill Valley, Califórnia . A maioria dos Beats eram urbanos e achavam Snyder quase exótico, com sua origem rural e experiência na selva, bem como sua educação em antropologia cultural e línguas orientais. Lawrence Ferlinghetti o chamou de "o Thoreau da Geração Beat".
Conforme documentado na conclusão de The Dharma Bums, Snyder mudou-se para o Japão em 1955, em grande parte para praticar e estudar intensivamente o Zen Budismo . Ele passaria a maior parte dos próximos 10 anos lá. O budismo é um dos principais assuntos de The Dharma Bums , e o livro, sem dúvida, ajudou a popularizar o budismo no Ocidente e continua sendo um dos livros mais lidos de Kerouac.

### Noroeste do Pacífico
Os membros do movimento Beat ("Beats") também passaram um tempo no Noroeste do Pacífico Norte, incluindo os estados de Washington e Oregon. Em The Dharma Bums  e On the Road, Kerouac escreveu sobre suas estadias na área de North Cascades, no estado de Washington, .
O Colégio Reed (Reed College) em Portland, Oregon também foi um local para alguns dos poetas Beat. Gary Snyder estudou antropologia lá, Philip Whalen frequentou a escola, e Allen Ginsberg realizou várias leituras no campus por volta de 1955 e 1956.  Gary Snyder e Philip Whalen eram alunos na aula de caligrafia de Reed ministrada por Lloyd J. Reynolds.

## Pessoas importantes do movimento
William S. Burroughs foi apresentado ao grupo por David Kammerer. Carr fez amizade com Ginsberg e o apresentou a David Kammerer e W. Burroughs. Lucien Carr também conhecia a namorada de Kerouac, Edie Parker, através de quem William S. Burroughs conheceu Kerouac em 1944.
Em 13 de agosto de 1944, Lucien Carr matou David Kammerer com uma faca de escoteiro em Riverside Park, no que ele alegou mais tarde ser legítima defesa.  Ele esperou, então jogou o corpo no rio Hudson, mais tarde buscando conselhos de W. Burroughs, que sugeriu que ele se entregasse. Ele então foi até Kerouac, que o ajudou a se desfazer da arma.
Lucien Carr se entregou na manhã seguinte e depois se declarou culpado de homicídio culposo. Kerouac foi acusado como cúmplice e W. Burroughs como testemunha material, mas nenhum deles foi processado. Jack Kerouac escreveu sobre este incidente duas vezes em suas próprias obras: uma em seu primeiro romance, "Cidade pequena, Cidade Grande" (Town and The City), e novamente em um de seus últimos, "Duluoz, o Vaidoso". Ele escreveu um romance de colaboração com Burroughs, And the Hippos Were Boiled in Their Tanks (E os hipopótamos foram cozidos em seus tanques), sobre o assassinato.

## Fonte gerais do texto
- Charters, Ann (ed.) (1992) The Portable Beat Reader. Penguin Books. ISBN 0-670-83885-3 (hc); ISBN 0-14-015102-8 (pbk). The table of contents is online.
- Charters, Ann (ed.) (2001) Beat Down to Your Soul: What Was the Beat Generation? NY: Penguin, 2001. ISBN 0-14-100151-8.
- Knight, Arthur Winfield. Ed. The Beat Vision (1987) Paragon House. ISBN 0-913729-40-X; ISBN 0-913729-41-8 (pbk).
- Knight, Brenda. Women of the Beat Generation: The Writers, Artists and Muses at the Heart of a Revolution. ISBN 1-57324-138-5.
- McClure, Michael. Scratching the Beat Surface: Essays on New Vision from Blake to Kerouac. Penguin, 1994. ISBN 0-14-023252-4.
- Miles, Barry (2001). Ginsberg: A Biography. London: Virgin Publishing Ltd., paperback, 628 pages, ISBN 0-7535-0486-3
- Morgan, Ted (1983) Literary Outlaw The Life and Times of William S. Burroughs. ISBN 0-380-70882-5, first printing, trade paperback edition Avon, NY, NY.
- Phillips, Lisa. Beat Culture and the New America 1950–1965 published by the Whitney Museum of American Art in accordance with an exhibition in 1995/1996. ISBN 0-87427-098-7 softcover. ISBN 2-08-013613-5 hardcover (Flammarion).
- Raskin, Jonah. American Scream: Allen Ginsberg's "Howl" and the Making of the Beat Generation. University of California Press, 2004. ISBN 0-520-24015-4.
- Starer, Jacqueline. Les écrivains de la Beat Generation éditions d'écarts Dol de Bretagne France. 1SBN 978-2-919121-02-1
- Weidner, Chad. The Green Ghost: William Burroughs and the Ecological Mind. Carbondale, IL: Southern Illinois University Press, 2016. 1SBN 978-0809334865.

## Literatura sugerida
- Campbell, James. This Is the Beat Generation: New York–San Francisco-Paris. LA: University of California Press, 2001. ISBN 0-520-23033-7
- Chandarlapaty, Raj. Seeing the Beat Generation. Jefferson, NC: McFarland & Company, 2019. ISBN 978-1476675756
- Collins, Ronald & Skover, David. Mania: The Story of the Outraged & Outrageous Lives that Launched a Cultural Revolution (Top-Five Books, March 2013)
- Cook, Bruce The Beat Generation: The tumultuous '50s movement and its impact on today. New York: Charles Scribner's Sons, 1971. ISBN 0-684-12371-1.
- Gifford, Barry and Lawrence Lee Jack's Book An Oral Biography Of Jack Kerouac, New York: St. Martin's Press, 1978. ISBN 0-312-43942-3
- Gorski, Hedwig. * [2] Robert Creeley 1982 TV Interview with Hedwig Gorski transcript included in special Robert Creeley Issue, Journal of American Studies of Turkey (JAST), No. 27, Spring 2008.
- Grace, Nancy Jack Kerouac and the Literary Imagination, New York: Palgrave Macmillan, 2007. ISBN 1-4039-6850-0
- Hemmer, Kurt (ed.). Encyclopedia of Beat Literature. Facts on File, 2006. ISBN 0-8160-4297-7
- Hrebeniak, Michael. Action Writing: Jack Kerouac's Wild Form, Carbondale, IL: Southern Illinois University Press, 2006.
- Johnson, Ronna C. and Nancy Grace. Girls Who Wore Black: Women Writing the Beat Generation. Rutgers, 2002. ISBN 0-813-53064-4
- Knight, Brenda. Women of the Beat Generation; The Writers, Artists, and Muses at the Heart of a Revolution. General Books LLC, 2010. ISBN 1153571900 ISBN 978-1153571906
- McDarrah, Fred W., and Gloria S. McDarrah. Beat Generation: Glory Days in Greenwich Village Schirmer Books (September 1996) ISBN 0-8256-7160-4
- McNally, Dennis. Desolate Angel: Jack Kerouac, the Beat Generation, and America. NY: DeCapo, 2003. ISBN 0-306-81222-3
- Miles, Barry. The Beat Hotel: Ginsberg, Burroughs & Corso in Paris, 1957–1963. NY: Grove Press, 2001. ISBN 0-8021-3817-9
- Peabody, Richard. A Different Beat: Writing by Women of the Beat Generation. Serpent's Tail, 1997. ISBN 1852424311 / ISBN 978-1852424312
- Sargeant, Jack. Naked Lens: Beat Cinema. NY: Soft Skull, 2009 (third edition)
- Sanders, Ed. Tales of Beatnik Glory (second edition, 1990) ISBN 0-8065-1172-9
- Theado, Matt (ed.). The Beats: A Literary Reference. NY: Carrol & Graff, 2002. ISBN 0-7867-1099-3
- Watson, Steven. The Birth of the Beat Generation: Visionaries, Rebels, and Hipsters, 1944–1960. NY: Pantheon, 1998. ISBN 0-375-70153-2